# Щукин, Владимир Борисович
Влади́мир Бори́сович Щу́кин (р.4 апреля 1952) — советский гимнаст, призёр Олимпийских игр.
Родился в 1952 году в Минске. В 1972 году завоевал серебряную медаль Олимпийских игр в Мюнхене.